# Plagiozopelma bellicum
Plagiozopelma bellicum är en tvåvingeart som beskrevs av Daniel J. Bickel 2005. Plagiozopelma bellicum ingår i släktet Plagiozopelma och familjen styltflugor.
Artens utbredningsområde är Vanuatu. Inga underarter finns listade i Catalogue of Life.